# Unanimated
Gli Unanimated sono un gruppo musicale svedese di death metal melodico con influenze black metal, fondato nel 1988 a Stoccolma.

## Storia del gruppo

### Primi anni
Il primo nucleo degli Unanimated prese vita nel 1988 a Stoccolma, dagli amici di lunga data Richard "Daemon" Cabeza alla voce, Johan "Jojje" Bohlin alla chitarra e Peter Stjärnvind alla batteria. L'intento era quello di suonare metal estremo con liriche oscure e ispirate a filosofie a sfondo satanista. Nel 1990 furono registrate due canzoni Unholy Funeral e Ancient God of Evil come demo, inoltre la band suonò in due concerti.
Nel 1991, con l'ingresso in formazione del chitarrista solista Jonas Mellberg, fu registrato il secondo demo dal titolo Fire Storm, il quale inglobava in sé la volontà del gruppo di suonare estremo ma con l'aggiunta di una buona dose di melodia creata dalle chitarre acustiche e dalle tastiere. Dopo l'abbandono di Richard Cabeza per i suoi impegni con i Dismember, vennero reclutati il bassista Daniel Lofthagen, il cantante Micke Jansson e come sessionman dal vivo il tastierista Jocke Westman.

### In the Forest of the Dreaming Dead
Dopo aver firmato il contratto discografico con la No Fashion Records, il gruppo entra in studio nel 1992 per registrare il primo album in studio In the Forest of the Dreaming Dead, un album con un sound ancora grezzo e derivato da gruppi come i primi At the Gates e i Grotesque. L'album ebbe comunque buone recensioni ma passò quasi del tutto inosservato visto lo scarso supporto promozionale della label. Gli Unanimated tornarono in studio per registrare due nuove canzoni e due cover, una degli W.A.S.P., Tormentor, ed una dei Kiss, Shock Me, ma il mini album in questione non fu mai prodotto. In questo periodo il bassista Lofthagen lascia di nuovo il posto a Richard Cabeza.

### Ancient God of Evile lo scioglimento
Nel 1994 il gruppo entra agli Unisound Studios del musicista Dan Swanö per registrare il secondo album, Ancient God of Evil, pubblicato nel 1995. Il sound è molto più maturo rispetto al debutto, la produzione di Swano dona al sound la tipica aura di malvagità e melodia oscura, il tutto condito da un tocco di black metal e dalla voce in screaming di Micke. Anche il lavoro alla chitarra solista di Mellberg risulta ben amalgamato nel feeling dark che si respira in tutto il disco, piccolo gioiello e seminale esempio di death/black melodico svedese. Nel 1996 il gruppo entra nei Sunlight Studios di Stoccolma per registrare due cover, Dead Skin Mask degli Slayer per il tributo Slatanic Slaughter 2 e Raise the Dead dei Bathory per la compilation In Conspiracy with Satan.
I successivi impegni dei componenti con altre band e dissidi interni sulla direzione musicale che doveva intraprendere il gruppo, portano al suo scioglimento nel 1996.

### Ritorno,In the Light of Darkness
Nel 2007 Richard Cabeza e Johan Bohlin rimettono in piedi il gruppo dopo undici anni. Nell'aprile 2008 firmarono un contratto con la Regain Records. Un anno dopo, nell'aprile del 2009, esce il loro terzo disco in studio, In the Light of Darkness.
A dicembre del 2021 pubblicano il loro quarto album, Victory in Blood.

## Formazione
Attuale
- Micke Jansson – voce
- Johan Bohlin – chitarra
- Set Teitan – chitarra
- Richard Cabeza – basso
- Peter Stjärnvind – batteria

Ex componenti
- Jonas Mellberg – chitarra
- Chris Alvarez – chitarra
- Daniel Lofthagen – basso
- Tim Strandberg – basso
- Jocke Westman – tastiera

## Discografia

### Album in studio
- 1993 – In the Forest of the Dreaming Dead
- 1995 – Ancient God of Evil
- 2009 – In the Light of Darkness
- 2021 --   Victory in blood

### EP
- 2018 – Annihilation

### Demo
- 1990 - Rehearsal Demo 1990
- 1991 - Fire Storm